# Complejo QRS

Varios complejos QRS con su nomenclatura.

El complejo QRS es la representación gráfica de la despolarización de los ventrículos del corazón formando una estructura picuda en el electrocardiograma. El complejo QRS aparece después de la onda P y, por tener los ventrículos más masa que las aurículas cardíacas, el complejo QRS es de mayor tamaño que la onda P. Adicional a ello, gracias a que el sistema His/Purkinje es una red de tejido altamente especializada, coordina la despolarización de los ventrículos a una velocidad de conducción muy elevada y, como consecuencia, las ondas del complejo QRS tienden a ser muy angostas y en forma de pico, en vez de redondeadas. 
Un complejo QRS normal tiene una duración entre 0.06 y 0.102 s (60 a 102 milisegundos) y un voltaje no mayor de 3,5 mV.

## Nomenclatura
Cuando aparece completo, el complejo QRS consta de tres vectores, nombrados usando la nomenclatura descrita por Willem Einthoven:
- Onda Q. Es la primera onda del complejo y tiene valores negativos (desciende en la gráfica del ECG).
- Onda R. Le sigue a la onda Q, es positiva y en la imagen clásica del ECG, es la de mayor tamaño.
- Onda S. Es cualquier onda negativa que le sigue a la onda R

No todo complejo QRS contiene las tres ondas, Q, R y S. La convención dicta que cualquier combinación de estas ondas puede ser referida como un complejo QRS. La interpretación correcta del ECG, en especial los más difíciles, requiere una nomenclatura para cada onda. Algunos autores usan las letras minúsculas para designar una onda pequeña y las letras mayúsculas para las ondas de mayor tamaño. Por ejemplo, un complejo Rs sería predominantemente positiva (la R es una onda mucho mayor, en este ejemplo, que la onda S), mientras que un complejo rS sería de desviación negativa. Si ambos ejemplos fuesen etiquetados en mayúscula, como RS, sería difícil apreciar la distinción de las ondas reales sin ver el ECG que las originó.
Cuando solo aparece una onda negativa, que se dirige por debajo de la línea basal, se le nombra QS por la imposibilidad de determinar si es una onda Q o una onda S.

## Características
La duración, amplitud y morfología del complejo QRS es útil en el diagnóstico de arritmias cardíacas, anormalidades de la conducción, hipertrofia ventricular, el infarto agudo de miocardio, desequilibrios electrolíticos y otros trastornos.
Las ondas Q pueden ser normales (fisiológicas) o patológicas. Las ondas Q normales, cuando están presentes, representan la despolarización del septo o tabique interventricular. Por esta razón, se les conoce como ondas Q septales, y se pueden ver en las derivaciones I, aVL, V5 y V6.

## Patología

Animación de una onda normal del ECG.

Las ondas Q mayores de 1/3 del tamaño de la siguiente onda R, o mayores que 0.04 s (40 ms) en duración (un cuadrito), o si están presentes en derivaciones precordiales derechas, se consideran anormales y pueden representar un infarto al miocardio.
Si el complejo QRS es en total mayor a 0.12 s, o con una morfología similar a una letra M es anormal y puede indicar hipertrofias, hiperpotasemia, un marcapasos o hipotermia (llamada Onda de Osborne), un bloqueo de la conducción derecha, entre otros.
Ocasionalmente ocurren trastornos de la conducción o transmisión del impulso eléctrico, las cuales pueden originarse en cualquier punto del trayecto de las fibras de conducción.
- Cuando hay dificultad en la conducción del impulso eléctrico a través de las aurículas o el nodo sinusal, se aprecia un enlentecimiento de la conducción y un retardo en arribar el impulso a los ventrículos. Ello se traduce en un amplio intervalo PR que precede al QRS.
- La transmisión del impulso eléctrico a través del nodo auriculoventricular puede verse afectado de manera que uno o más de los impulsos originados en la aurícula no llegue a los ventrículos, conocido como bloqueo AV en la que el electrocardiograma imprime ondas P que no son seguidas por complejos QRS.
- Los bloqueos de la transmisión a través de los ventrículos se conocen como bloqueos de rama. En estos casos el impulso viajará solo a través de la rama del haz de His no bloqueado. Ello produce en el ECG complejos QRS anchos.